# Népbírák Könyvtára
Népbírák Könyvtára az Állami Könyvkiadó gondozásában megjelent könyvsorozat.

## Kötetei
1. A népbíró jogai és kötelességei (Kolozsvár, 1948);
2. A népbíró kézikönyve (Kolozsvár, 1948);
3. Büntetőjog és bűnvádi eljárás (Kolozsvár, 1949).

Mindhármat Kiss Géza fordította románból.